# فردریک آرسنس
فردریک آرسنس (انگلیسی: Fredrik Aursnes؛ زادهٔ ۱۰ دسامبر ۱۹۹۵) بازیکن فوتبال اهل نروژ است.
از باشگاه‌هایی که در آن بازی کرده‌است می‌توان به باشگاه فوتبال مولده اشاره کرد.
وی همچنین در تیم‌های ملی فوتبال زیر ۱۸ سال، زیر ۲۱ سال و بزرگسالان نروژ بازی کرده‌است.